# Jesus Christ Superstar (Album)
Jesus Christ Superstar ist die von den beiden Autoren Andrew Lloyd Webber (Musik) und Tim Rice (Text) als Rockoper bezeichnete, im Oktober 1970 erschienene Musikalbum-Version des Musicals Jesus Christ Superstar, das in der Folge auch als Bühnenproduktion und als Film Berühmtheit erlangte.
Das Album wurde von den beiden Autoren produziert und in London u. a. in den Olympic Sound Studios in Barnes und den Island Studios (später: SARM Studios) aufgenommen.
Es erschien im Oktober 1970 als Doppel-LP und erreichte die Nummer 1 in den Billboard Charts. 1991 erschien es als Doppel-CD und wurde 1996 remastered erneut auf den Markt gebracht.

## Besetzung

### Hauptrollen
| Sänger / Sängerin in der Reihenfolge ihres Auftretens | Rolle                 |
| ----------------------------------------------------- | --------------------- |
| Murray Head                                           | Judas Iscariot        |
| Ian Gillan                                            | Jesus                 |
| Yvonne Elliman                                        | Mary Magdalene        |
| Paul Raven (alias Gary Glitter)                       | Priest                |
| Victor Brox                                           | Caiaphas, High Priest |
| Brian Keith                                           | Annas                 |
| John Gustafson                                        | Simon Zealotes        |
| Barry Dennen                                          | Pontius Pilate        |
| Paul Davis                                            | Peter                 |
| Annette Brox                                          | Maid by the Fire      |
| Mike d’Abo                                            | King Herod            |

### Weitere Rollen
In weiteren Rollen, wie beispielsweise Apostel, Priester, das Volk, Kaufleute und römische Soldaten, sind Pat Arnold, Tony Ashton, Peter Barnfeather, Madeline Bell, Brian Bennett, Lesley Duncan, Kay Garner, Barbara Kay, Neil Lancaster, Alan M. O’Duffy, Terry Saunders, Sue and Sunny, ein von Geoffrey Mitchell geleiteter Chor sowie auch Andrew Lloyd Webber selbst zu hören. Weiterhin singen in der Overture ein von Alan Doggett dirigierter Kinderchor und auf Superstar die Trinidad Singers unter Horace James.

### Musiker
| Neil Hubbard    | Elektrogitarre                     |
| Henry McCulloch | Elektrogitarre, Akustische Gitarre |
| Chris Mercer    | Tenorsaxophon                      |
| Peter Robinson  | Klavier, Orgel                     |
| Bruce Rowland   | Drums, Percussion                  |
| Allan Spenner   | Bassgitarre                        |

Weitere Musiker:
- Harold Beckett – Trompete
- Anthony Brooke – Fagott
- James Browne – Horn
- Jim Buck, Sr. – Horn
- Jim Buck, Jr. – Horn
- John Burdon – Horn
- Joseph Castaldini – Fagott
- Norman Cave – Klavier
- Jeff Clyne – Bassgitarre
- Les Condon – Trompete
- Keith Christie – Posaune
- Ian Hamer – Trompete
- Ian Herbert – Klarinette
- Clive Hicks – Gitarre
- Karl Jenkins – Klavier
- Frank Jones – Posaune
- Bill Le Sage – Schlagzeug
- John Marshall – Schlagzeug
- Andrew McGavin – Horn
- Anthony Moore – Posaune
- Douglas Moore – Horn
- Peter Morgan – Bassgitarre
- Chris Spedding – Gitarre
- Louis Stewart – Gitarre
- Chris Taylor – Flöte
- Steve Vaughan – Gitarre
- Mike Vickers – Moog-Synthesizer
- Brian Warren – Flöte
- Mick Weaver – Klavier, Orgel
- Alan Weighall – Bassgitarre
- Kenny Wheeler – Trompete

Andrew Lloyd Webber ist am Klavier, an der Orgel und am Moog-Synthesizer zu hören. Das Orchester, das auch vom Strings of the City of London Ensemble unterstützt wird, leitet Chefdirigent Alan Doggett.

## Titelliste

### Seite 1
|   | Titel                                      | Spieldauer |
| - | ------------------------------------------ | ---------- |
| 1 | Overture                                   | 3:59       |
| 2 | Heaven On Their Minds                      | 4:23       |
| 3 | What's The Buzz / Strange Thing Mystifying | 4:13       |
| 4 | Everything’s Alright                       | 5:15       |
| 5 | This Jesus Must Die                        | 3:36       |

### Seite 2
|   | Titel                             | Spieldauer |
| - | --------------------------------- | ---------- |
| 1 | Hosanna                           | 2:07       |
| 2 | Simon Zealotes / Poor Jerusalem   | 4:49       |
| 3 | Pilate’s Dream                    | 1:28       |
| 4 | The Temple                        | 4:43       |
| 5 | Everything’s Alright              | 0:34       |
| 6 | I Don’t Know How To Love Him      | 3:36       |
| 7 | Damned For All Time / Blood Money | 5:11       |

### Seite 3
|   | Titel                           | Spieldauer |
| - | ------------------------------- | ---------- |
| 1 | The Last Supper                 | 7:10       |
| 2 | Gethsemane (I Only Want To Say) | 5:55       |
| 3 | The Arrest                      | 3:24       |
| 4 | Peter’s Denial                  | 1:27       |
| 5 | Pilate And Christ               | 2:46       |
| 6 | King Herod’s Song               | 3:02       |

### Seite 4
|   | Titel                                       | Spieldauer |
| - | ------------------------------------------- | ---------- |
| 1 | Judas’ Death                                | 4:17       |
| 2 | Trial Before Pilate Including the 39 Lashes | 5:13       |
| 3 | Superstar                                   | 4:16       |
| 4 | Crucifixion                                 | 4:04       |
| 5 | John Nineteen: Forty-One                    | 2:10       |